# Graham Gouldman
Graham Keith Gouldman (født 10. maj 1946 i Lancashire, England) er en engelsk guitarist. Han er mest kendt for sin tid som 10cc-bassist og -guitarist gennem 1970'erne. Han har desuden også skrevet flere større hits gennem 1960'erne, deriblandt Look Through Any Window for The Hollies, For Your Love og Heart Full Of Soul til The Yardbirds og Pamela Pamela for Wayne Fontana. Han var med i The Mindbenders i 1968 sammen med Eric Stewart, som han også senere dannede bandet 10cc med gennem 70'erne, 1980'erne og 1990'erne. Han har frigivet tre soloalbums.

## Karriere

### 1960'erne
Graham Gouldman startede sin musikalske karriere i 1963. Og han skrev mange hits, dog var de fleste af dem til bands han ikke selv var medlem af. Eksempelvis Look Through Any Window og især No Milk Today. Han dannede så i midten af 60'erne sit eget band The Mockingbirds, der ikke opnåede den store berømmelse, men det var da en begyndelse, kan man sige. I 1968 kom han ind i The Mindbenders for en kort periode. Efter Mindbenders' splittelse udsendte han sit første ud af tre albums: The Graham Gouldman Thing.

### 1970'erne: 10cc
I 1972 kom han med i Hotlegs, bl.a. sammen med Eric Stewart, hans "kollega" fra Mindbenders-perioden. Bandet skiftede straks navn fra "Hotlegs" og til "10cc", der også fik fat i en pladekontrakt med Jonathan King. 10cc udsendte sit første album 10cc. 10cc's berømmelse steg, og gennembruddet kom i 1974 med albummet Sheet Music, der året efter blev suppleret af The Original Soundtrack, der indeholdt 10cc's største hit nogensinde: I'm Not in Love. Forholdet mellem medlemmerne var dog ikke så solidt som før, og i 1976 udsendte de det, der vil blive kaldt det bedste 10cc-album nogensinde, How Dare You, men også det sidste med Lol Creme og Kevin Godley. Der kom en håndfuld nye medlemmer til 10cc, der forsøgte at starte forfra med albummet Deceptive Bends, der da også blev et fremragende comeback, og nu er et meget solgt album. Debutconcerten i Hammersmith Odeon blev en succes. Bloody Tourists var det næste succesfulde album, men også det sidste, der virkelig fængede. Det sidste af 3 nr. 1-hits i England og USA, kom med på albummet, og hed Dreadlock Holiday.

### 1980'erne: 10cc og Wax
Gouldman begyndte 80'erne med i 1980 at udsendte sit andet album Animalymphics. 10cc udsendte tre albums i begyndelsen af 80'erne, det sidste blev Windows In The Jungle, med mindre populære singler som Feel The Love. I 1982 optrådte 10cc på Wembley! En af de sidste 10cc-koncerter fra den periode blev den korte visit i Regal Theatre i  Hitchin , der blev vist i TV i slutningen af august, det år. 10cc splittedes senere samme år. Ca. 3 år efter splittet med 10cc dannede Graham Gouldman en popduo sammen med Andrew Gold, der også var med i 10cc. Duoen hed Wax, der med albummet fra 1987 American English udsendte det populære hit Building A Bridge To Your Heart.

### 1990'erne
I 1992 genforenedes 10cc med albummet Meanwhile, med bl.a. Woman In Love og Welcome To Paradise, der blev et strålende album. 3 år efter udkom Mirror Mirror-albummet, der blev en kommerciel fejltagelse. Samme år splittedes 10cc for pt. sidste gang, og det vil nok vise sig at være definitivt.

### Efterfølgende periode
I 2002 udsendte Graham Gouldman albummet And Another Thing, der blev det tredje og pt. sidste album fra hans side. I 2004 dannede han Graham Gouldman And Friends og turnerer nu stadigvæk rundt under det navn sammen med nogle tidligere medlemmer af 10cc.

## Diskografi

### Albums
- The Graham Gouldman Thing (1968) (USA) RCA Victor LPM-3954 (mono), LSP-3954 (stereo)
- Animalympics (1980) (USA) A&M SP-4580 (soundtrack)
- And Another Thing... (2000) Dome FLYCD14
- Love and Work (2012)

### Singler
- "Stop Stop Stop (or Honey, I'll Be Gone)" / "Better To Have Loved And Lost" (1966) – UK Decca F-12334; US (no issue)
- "The Impossible Years" / "No Milk Today" (1968) – UK (no issue); US RCA Victor 47-9453
- "Upstairs, Downstairs" / "Chestnut" (1968) – UK RCA 1667; US (no issue)
- "Pamela, Pamela" / "For Your Love" (1968) – UK (no issue); US RCA Victor 47-9584
- "Windmills of Your Mind" / "Harvey's Tune" (som The Graham Gouldman Orchestra) (1969) – UK Spark SRK-1026; US (no issue)
- "Nowhere To Go" / "Growing Older" (1972) – UK CBS 7729; US (no issue)
- "Sunburn" (1979) UK #52[1] No. 26 i Australien – temamusik til filmen Sunburn